# Леді та джентльмен (фільм)
Леді та джентльмен (англ. Lady and Gent) — американська спортивна драма режисера Стівена Робертса 1932 року. В 1932 році фільм був номіновано на премію «Оскар» за найкраще літературне першоджерело.

## Сюжет
Історія юного боксера Базза Кіні, який відразу після коледжу викликав на бій відомого ветерана рингу, Стега Бейлі, самовпевнено вважаючи, що без проблем з ним розправиться. Коли ж він нарешті усвідомлює свою помилку, стає занадто пізно…

## У ролях
- Джордж Бенкрофт — Стег Бейлі
- Вінн Гібсон — Пуфф Роджерс
- Чарльз Старретт — Тед Стрівер
- Джеймс Глісон — Пін Стрівер
- Джон Вейн — Базз Кіні
- Морган Воллес — Кеш Енрайт
- Джеймс Крейн — МакСвілі
- Вільям Халліган — Док Хейес
- Біллі Баттс — Тед (у віці 9 років)
- Джойс Комптон — Бетті
- Френк МакГлінн-старший
- Чарлі Грейпвін — бакалійник
- Лью Келлі — коронер
- Сід Сейлор — Джо
- Расс Пауелл — другий бармен
- Френк Даріен — Джим
- Хел Прайс — перший бармен
- Джон Бек — робочий